# Johann Otto Böckeler
Johann Otto Böckeler, auch als Boeckeler und Böckler (* 12. Juli 1803 in Hannover; † 5. März 1899 in Varel), war ein deutscher Apotheker, Botaniker und Mineraloge. Sein offizielles botanisches Autorenkürzel lautet „Boeckeler.“ Er legte eine umfangreiche Sammlung von Sauergrasgewächsen (Cyperaceae) an und galt neben vielfältigen weiteren wissenschaftlichen Interessen als Experte für diese Pflanzenfamilie.

## Leben
Böckeler wurde als Sohn eines Gürtlermeisters in Hannover geboren und erlernte die Pharmazie zunächst in der Löwen-Apotheke Hildesheim. Nach anschließender dreijähriger Konditionszeit in Altona studierte er anschließend an der Universität Göttingen, wo er sich neben den speziellen pharmazeutischen Fächern vor allem der Botanik sowie der Zoologie und Mineralogie widmete. Nach beendetem Studium wirkte er ein Jahr als Provisor in der Hoffschlägerschen Apotheke in Bremen und trat 1827 in die Alte Apotheke in Varel ein, wozu ihn besonders sein Interesse an der Küstenflora veranlasste. 1828 bestand er in Oldenburg das Staatsexamen und wurde 1829 durch seine Heirat mit der Tochter seines verstorbenen Vorgängers Toel Besitzer der Vareler Apotheke, die er drei Jahrzehnte leitete. Nach dem Tode seiner Frau (die Ehe war kinderlos geblieben) verkaufte er 1857 die Apotheke, um sich fortan ganz seinen botanischen Neigungen zu widmen.
Böckeler hatte bereits in den dreißiger Jahren vorwiegend Küstenpflanzen gesammelt und die Kenntnisse über die oldenburgische Flora durch das Auffinden etlicher Arten wesentlich bereichert. Durch eigenes Sammeln, durch Tausch und Kauf sowie durch Bestimmungsexemplare baute er ein mustergültiges Herbarium mit schließlich 14.500 Arten und 1.600 Sauergrasgewächsen (Cyperaceae) auf. Damit besaß er eine Sammlung, die damals selbst Universitäten nicht aufweisen konnten. Seit der Mitte der fünfziger Jahre machte er die Sauergrasgewächse zu seinem bevorzugten Studienobjekt und vernachlässigte daher die weitere Erforschung der oldenburgischen Flora. Seine Veröffentlichungen ab 1855 beziehen sich ausschließlich auf dieses Gebiet, die im Wesentlichen die beiden Gattungen Carex (Seggen) und Cyperus (Zypergräser) umfasst und die zu den artenreichsten der Welt gehören. Böckelers bedeutende Sammlung und Vergleichsuntersuchungen mit den Königlichen Sammlungen in Berlin setzten ihn bald in die Lage, nicht nur Aufsätze über eigene Forschungen neu entdeckter Pflanzen zu schreiben, sondern auch Arbeiten anderer Autoren zu berichtigen. Das Ergebnis dieser Studien bildete sein richtungsweisendes Hauptwerk Die Cyperaceen des Königlichen Herbariums zu Berlin (1868–1877), das aus 1620 Textseiten mit lateinisch abgefassten Pflanzenbeschreibungen besteht. Böckeler galt bald als bester Cyperaceenkenner in der botanischen Welt und erhielt aus allen Teilen der Welt Pflanzen zur Beurteilung zugesandt. Bei den Bestimmungen ging er äußerst gewissenhaft vor und scheute selbst im hohen Alter das oft mühsame Präparieren einzelner Pflanzenteile nicht. Dabei unterstützten ihn sein ausgezeichnetes Gedächtnis und sein umfangreiches Herbarium als Vergleichsobjekt. Der botanischen Fachwelt hat er über fünfzig Aufsätze hinterlassen, die er hauptsächlich in botanischen Zeitschriften und Jahrbüchern in Deutschland und Skandinavien veröffentlichte. Neben den botanischen Studien beschäftigte sich Böckeler auch mit Mineralogie und Geologie, baute eine wertvolle Mineralien- und Paläontologiesammlung auf und hielt im Vareler Gesellig-literarischen Verein Vorträge zu chemischen, botanischen und geologischen Themen. Durch seinen Arbeitseifer und die Vielzahl seiner wissenschaftlichen Interessengebiete zog Böckeler sich im Alter mehr und mehr aus der Öffentlichkeit zurück.

## Ehrungen
Die Pflanzengattung Boeckeleria T.Durand sowie die Art Bulbostylis boeckeleriana (Schweinf.) Beetle aus der Pflanzenfamilie der Sauergrasgewächse (Cyperaceae) wurden nach Böckeler benannt.
1897 wurde er vom Großherzog Peter II. mit der Goldenen Medaille für Kunst und Wissenschaft des Großherzogtums ausgezeichnet.

## Werke (Auswahl)
- Die Cyperaceen des Königlichen Herbariums zu Berlin. Veröffentlicht in: Linnaea. Ausgabe 35. 1868. Ausgabe 41. 1877.
- Cyperaceae novae. 2 Bde. Varel. 1888 und 1890.
- Botanik. Als Teil von Karl Klaus von der Deckens Reisen in Ost-Afrika. Bd. 3. Abt. 3. Herausgegeben u. a. von Paul Friedrich August Ascherson. 1879.[4]